# François Digard
Pour les articles homonymes, voir Digard.
François Digard né le 23 octobre 1948 à Pont-Hébert (Manche) et mort le 30 juillet 2017 à Caen, est un homme politique français, membre de l'UMP.

## Biographie
Il est né le 23 octobre 1948 à Pont-Hébert dans le département de la Manche et est diplômé de l’École française des attachés de presse. Il entre au conseil municipal en 1983, et devient troisième adjoint de Jean Patounas chargé de l'économie et de l'urbanisme.
Il est élu maire de Saint-Lô en 1995, grâce à un combat fratricide opposant, pendant la plus grande partie de son mandat, le maire sortant socialiste, Bernard Dupuis, à son premier adjoint. Il est réélu en 2001 mettant fin à 36 années d'alternance. Lors de l'élection municipale de 2008, il mène une liste divers droite face à la liste de gauche de Jean-Karl Deschamps ; sa liste sort vainqueur avec 53,88 % des voix en obtenant 27 sièges au conseil. En 2013, son arrêté contre l'usage de la cigarette électronique dans les lieux publics et les transports en commun de sa ville est remarqué, s’agissant d'un sujet de société faisant l'objet d'un certain vide juridique ,,,.
Il est conseiller régional de Basse-Normandie en 1986. Lors des élections régionales de 2010, François Digard est candidat sur la liste de la majorité présidentielle (UMP-NC-CPNT) conduite par Jean-François Le Grand. La liste ayant été battue, François Digard siège dans l'opposition au sein du groupe UMP qui compte 12 élus.
François Digard est secrétaire général de la Manche du RPR puis président du comité départemental de l'UMP durant 30 ans, entre 1977 et octobre 2007 avant de laisser sa place à Philippe Gosselin. Candidat à la candidature comme député de l'arrondissement de Saint-Lô pour succéder à Jean-Claude Lemoine, il s'est finalement retiré avant l'investiture officielle de son parti.
Le 17 juin 2013, il annonce qu'il ne briguera pas un quatrième mandat de maire mais, qu'il souhaite continuer le travail accompli au sein de la toute nouvelle communauté d'agglomération qui regroupera 73 communes et près de 70 000 habitants. Du 1er janvier au 17 avril 2014, il est le président de la nouvelle Saint-Lô Agglo.
Côté professionnel, après sa formation initiale d'attaché de presse, il exerce pendant de nombreuses années le métier de conseiller en publicité dans sa propre entreprise dirigée ensuite par son fils.
Il meurt des suites d'une longue maladie dans la nuit du 29 au 30 juillet 2017.

## Mandats et fonctions
Conseiller municipal de Saint-Lô
- De 1983 au 6 avril 2014

Maire de Saint-Lô
- Du 15 juin 1995 au 6 avril 2014

Président de la communauté de communes de Saint-Lô
- 1995-2010

Président de la communauté d'agglomération de Saint-Lô
- 2011-2013

Président de Saint-Lô Agglo
- 2014

Président du syndicat pour le développement du Saint-Lois
- 2003-2014

Conseiller régional de Basse-Normandie
- depuis 1986

Vice-président du conseil régional de Basse-Normandie
- 1986 - 2004

Président du RPR de la Manche, puis UMP de la Manche
- 1977 - 2002 (RPR)
- 2002 - 2007 (UMP)

## Décorations
- Officier de la Légion d'honneur. François Digard est nommé chevalier de la Légion d'honneur, puis il est promu officier par décret du 6 avril 2012.